# Argopsis
Argopsis — рід грибів. Назва вперше опублікована 1857 року.

## Класифікація
До роду Argopsis відносять 4 види:
- Argopsis cymosa
- Argopsis cymosoides
- Argopsis friesiana
- Argopsis megalospora